# 7!!
I 7!! (セブン ウップス?, Sebunuppusu), letto Seven Oops!, sono un gruppo musicale giapponese di J-pop, formatosi nella città di Okinawa nel 2004, e sotto contratto con la casa discografica Epic Records Japan, con la quale ha debuttato nel 2011 con il singolo Fallin' Love (フォーリン · ラブ?, Fōrinrabu). Il gruppo consta di 4 membri che nel 2004, ovvero al momento della formazione del gruppo, erano compagni di classe nel secondo anno di scuola superiore: Nanae (voce), Maiko (batteria), Michiru (chitarra) e Keita (basso). Ognuno dei quattro membri del gruppo è in grado di scrivere e comporre musica. Nel 2005 hanno ricevuto il premio "Audition Cider Mitsuya CM". Il 29 giugno 2011 è stato pubblicato il singolo Lovers (ラヴァーズ?, Ravu~āzu), utilizzato come tema di apertura della serie anime Naruto Shippuden, mentre il singolo successivo Bye Bye (バイバイー?, Baibai) è stato utilizzato come sigla dell'anime Kimi to boku

## Formazione
- Nanae (15 marzo 1988) - voce
- Maiko (15 marzo 1988)  - batteria
- Michiru (8 ottobre 1987) - chitarra
- Keita (7 gennaio 1988) - basso (2004 - oggi)

## Discografia

### Singoli
- 2011 - Fallin' Love (フォーリン · ラブ?, Fōrinrabu)
- 2011 - Lovers (ラヴァーズ?, Ravu~āzu)
- 2011 - Bye Bye (バイバイー?, Baibai)

### In film ed anime
- Il singolo di debutto Falling Love è stato utilizzato come colonna sonora del film High School Debut tratto dall'omonimo manga.
- Il singolo Lovers è stato utilizzato come opening dell'anime Naruto Shippuden dall'episodio 206 al 230.